# Epistrophy & Now's the Time
| Recensione | Giudizio |
| ---------- | -------- |
| AllMusic   | [ 1 ]    |

Epistrophy & Now's the Time è un album discografico Live del contrabbassista jazz statunitense Richard Davis, pubblicato dall'etichetta discografica Muse Records nel 1972.

## Tracce
Lato A
1. Epistrophy – 22:56 (Thelonious Monk)

Lato B
1. Now's the Time – 22:31 (Charlie Parker)

Edizione CD del 1998, pubblicato dalla Sony Records (SRCS 9415)
1. Epistrophy – 22:56 (Kenny Clarke, Thelonious Monk)
2. Now's the Time – 22:31 (Charlie Parker)
3. Highest Mountain – 17:31 (Clifford Jordan) – Bonus Track

- Brano Epistrophy: nell'ellepì originale il brano è attribuito al solo Thelonious Monk, nell'edizione CD il brano viene accreditato a Kenny Clarke e Thelonious Monk.

## Musicisti
- Richard Davis - contrabbasso
- Clifford Jordan - sassofono tenore
- Marvin Peterson - tromba
- Joe Bonner - pianoforte
- Freddie Waits - batteria

Note aggiuntive
- Don Schlitten - produttore
- Registrato dal vivo il 7 settembre 1972 al Jazz City di New York
- Michael Delugg - ingegnere delle registrazioni
- Garry Giddins - note di retrocopertina LP[2]